# Seppuku

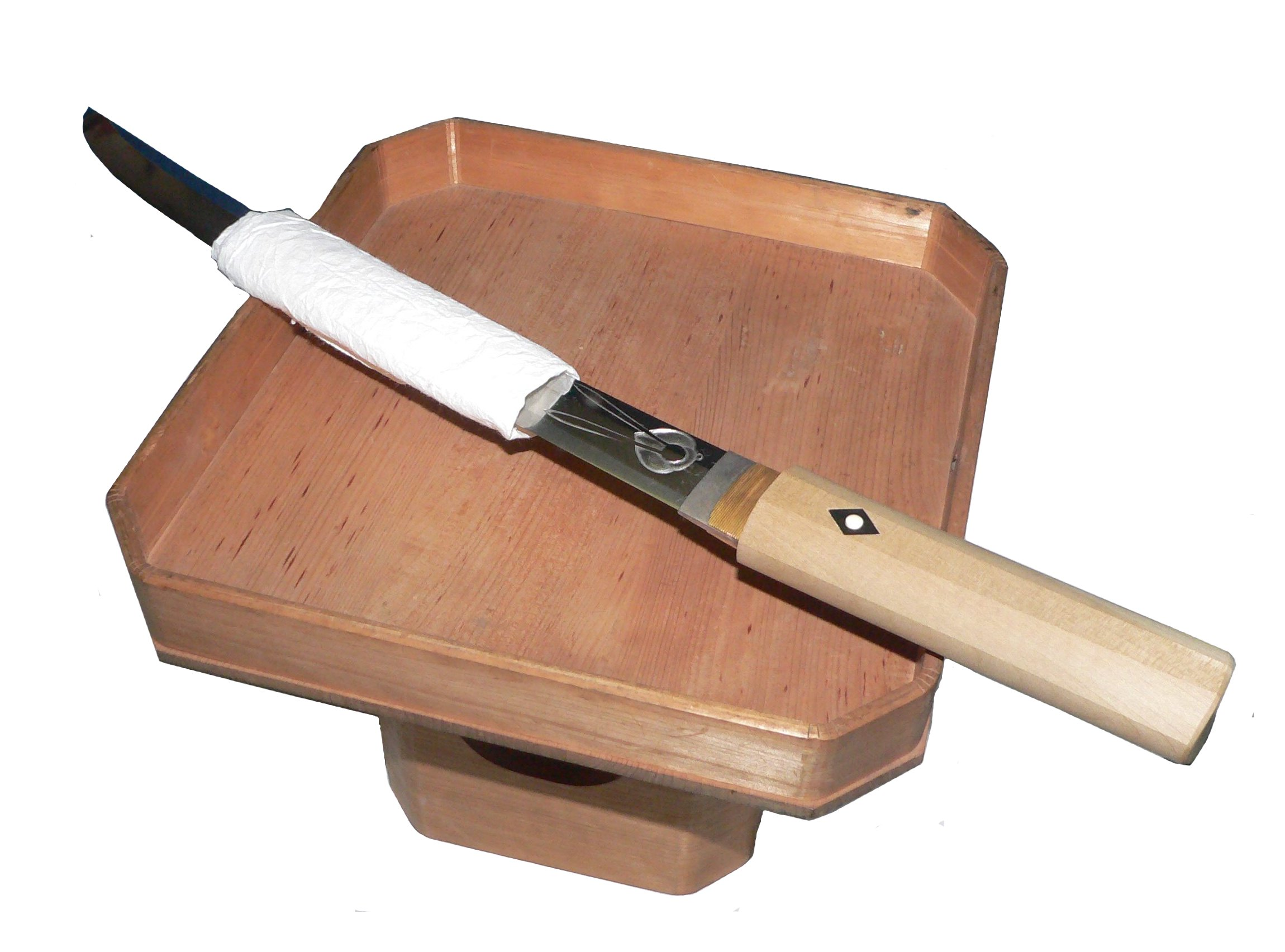
Tantō – narzędzie rytualnego samobójstwa

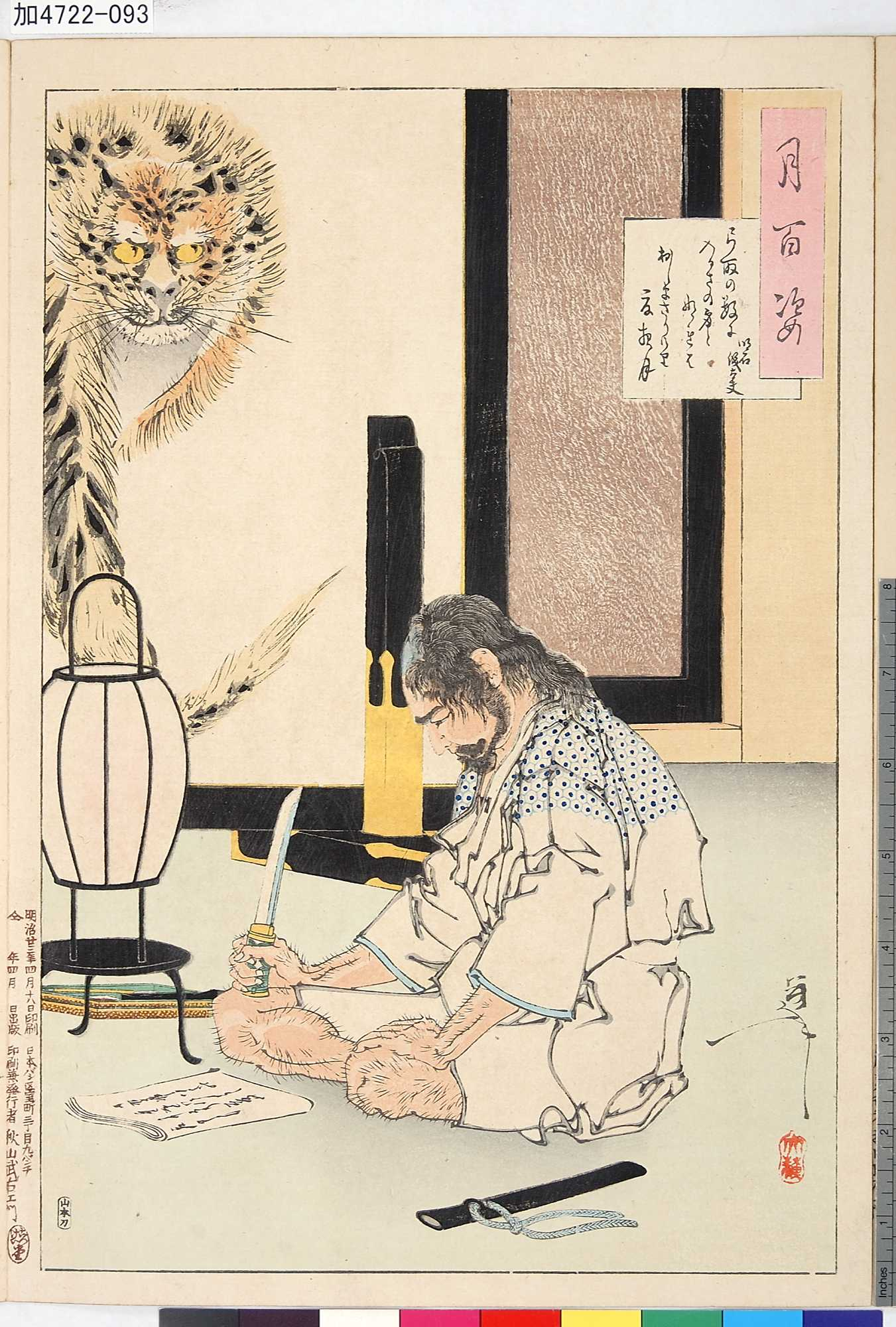
Generał Gidayū Akashi przygotowujący się do seppuku po przegranej bitwie w 1582 roku, po napisaniu wiersza śmierci widocznego w prawym górnym rogu. Drzeworyt Yoshitoshiego Tsukioki (1839–1892) z ok. 1890

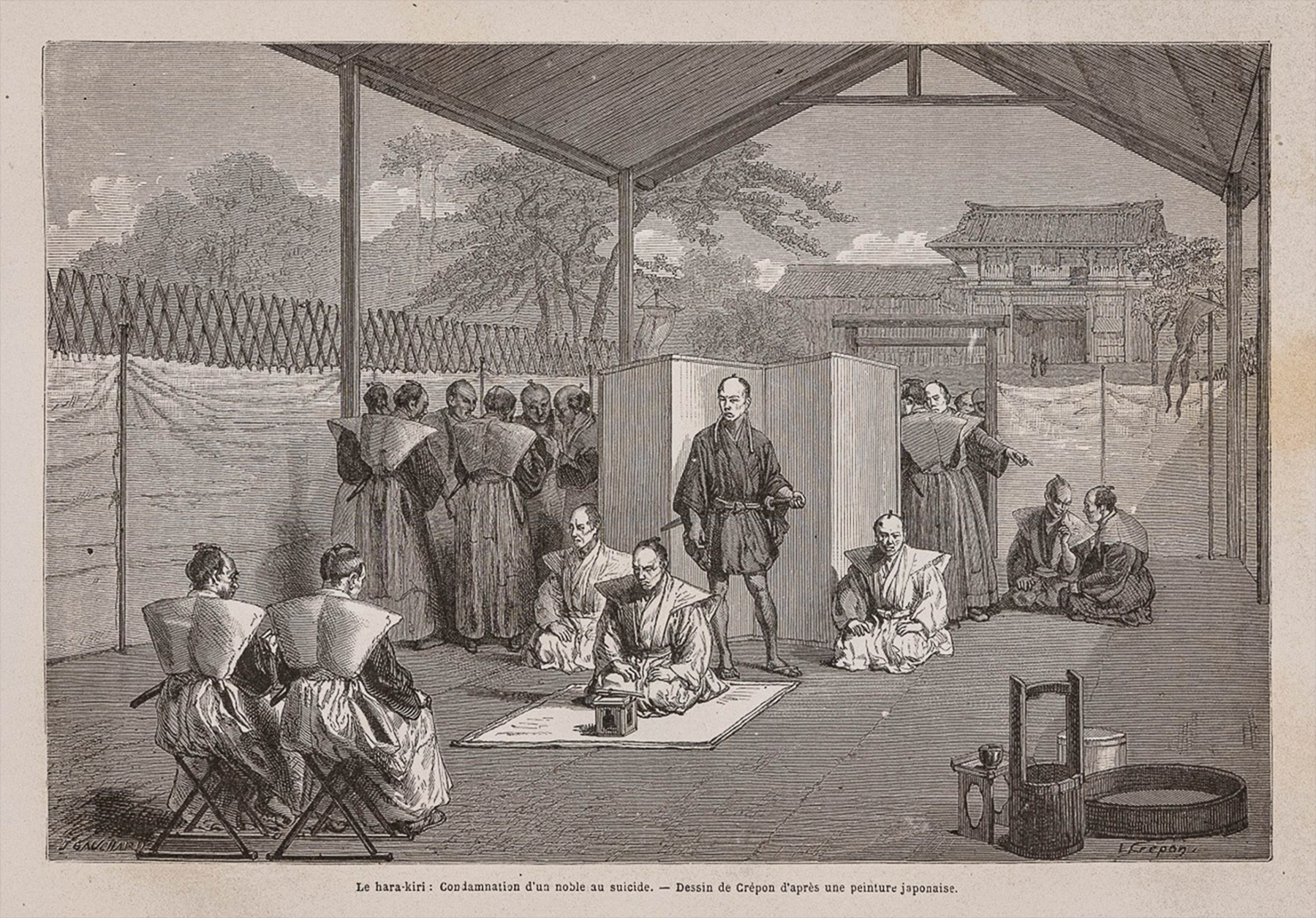
Harakiri: Condemnation of a nobleman to suicide, rysunek L. Crépona zaadaptowany z japońskiego obrazu, 1867

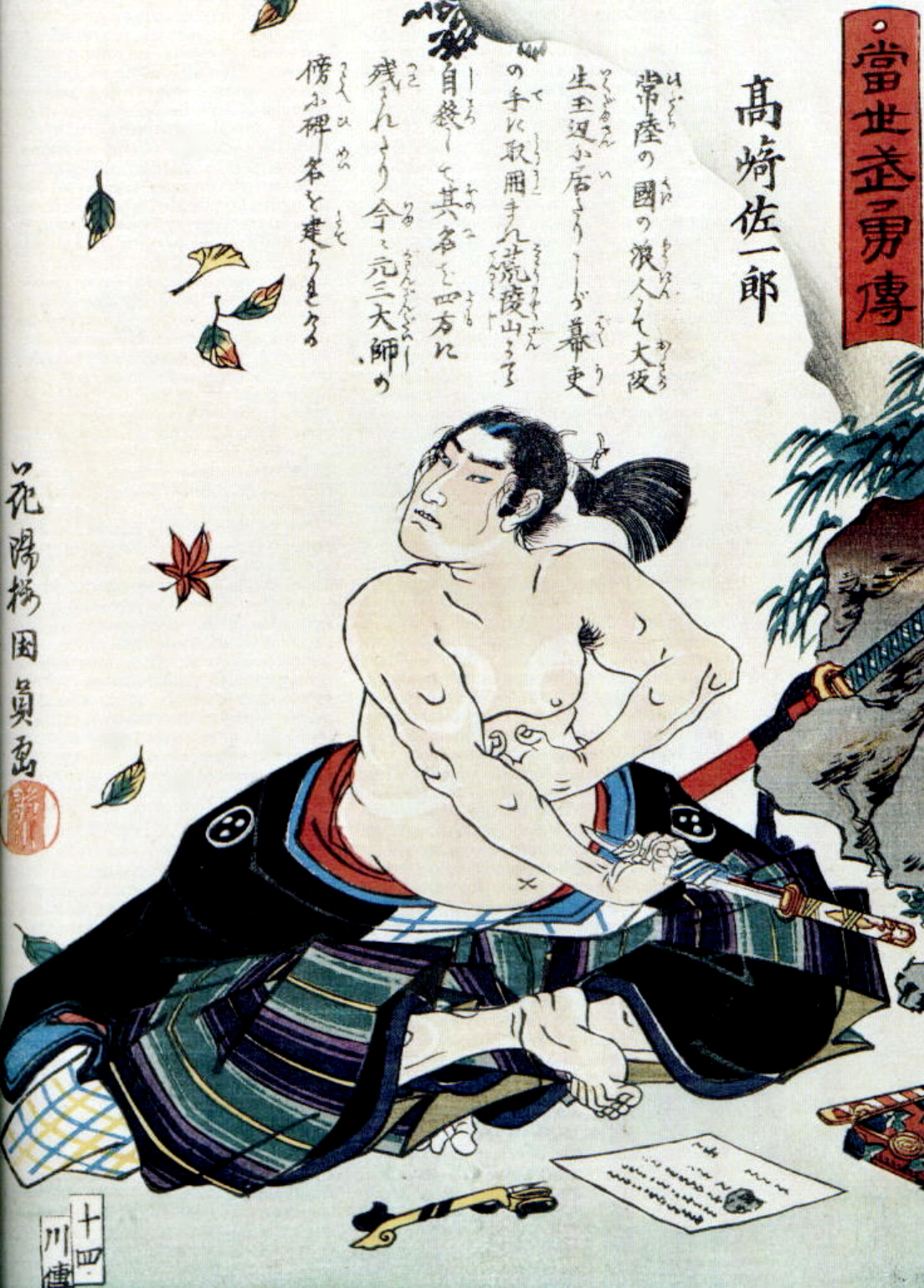
Kunikazu Utagawa (ok. 1830–1910), Przygotowanie do rytuału

Seppuku (jap. 切腹) lub też hara-kiri (jap. 腹切り), kappuku (jap. 割腹) i tofuku (jap. 屠腹) – japońskie rytualne samobójstwo polegające na rozcięciu mieczem lub sztyletem brzucha, gdzie – według tradycji japońskiej – mieściła się dusza. Rozcięcie brzucha miało być dowodem niewinności samobójcy i okazania szczerości jego zamiarów. Po śmierci był oczyszczany z wszelkich zarzutów.

## Historia
Zwyczaj seppuku był praktykowany w Japonii prawdopodobnie od XI wieku. Uważa się, że pierwszy przypadek tego rodzaju samobójstwa miał miejsce na terenie świątyni Byōdō-in w Uji. Znajduje się tam grób Yorimasy Minamoto (1104–1180), który w ten sposób odebrał sobie tam życie po przegranej walce z Tairami nad rzeką Uji, w pobliżu tej świątyni. Bitwa ta rozpoczęła wojnę Gempei pomiędzy rodami Taira i Minamoto.
Rytuał ten istniał już jednak prawdopodobnie dużo wcześniej, tylko w innej formie, a wykonujący seppuku przykładał sobie miecz do brzucha i rzucał się na twarz, przebijając wnętrzności. Seppuku ukazywało wolę samuraja, aby oczyścić się z fałszywych zarzutów i udowodnić swą niewinność. Było także popełniane na rozkaz cesarza. Ta forma seppuku przestała istnieć od czasu restauracji Meiji, tj. od roku 1868.
Seppuku z czasem stało się formą protestu przeciwko rozkazom zwierzchników, najdogodniejszym sposobem zmazania doznanej obelgi. Taką możliwość śmierci dawano również wysoko urodzonym, skazanym przez władze za dokonanie jakiejś zbrodni. Forma ta praktykowana była jeszcze na początku XX wieku. Jako wyraz żalu po śmierci cesarza Mutsuhito seppuku popełnił słynny zdobywca Port Artur, generał Maresuke Nogi. W roku 1925 zastosowano seppuku jako protest przeciwko polityce zagranicznej rządu.
Ostatnim głośnym przypadkiem seppuku w Japonii było samobójstwo pisarza Yukio Mishimy w 1970 roku, będące wyrazem protestu przeciw zmianom, jakie zaszły w Japonii po II wojnie światowej.

## Seppuku czy harakiri
Oba słowa pisane są tymi samymi znakami, ale pierwsze z nich jest czytane po sinojapońsku, a drugie, po przestawieniu znaków, po japońsku. W uproszczeniu:
- seppuku (切腹; czyt. sinojapońskie) → setsu – cięcie, fuku – brzuch, to właściwe, oddające szacunek słowo, opisujące dawny rytuał, nadal używane w Japonii[5],
- harakiri (腹切; czyt. japońskie) → hara – brzuch, kiri – cięcie, pojawiło się historycznie o 200–300 lat wcześniej (w starych japońskich kronikach wojennych) niż seppuku[6]. Może mieć czasem zabarwienie prostactwa lub wulgarności, stosowane jest w języku angielskim, ale rzadko przez współczesnych Japończyków. Słowniki japońskie spod hasła harakiri kierują do słowa seppuku[7][5].

## Wykonanie seppuku
Seppuku było przywilejem, prawem i obowiązkiem klasy samurajów. Dokonywane bywało uroczyście, w odświętnych, białych szatach, często w obecności zaproszonych gości, prawie zawsze w obecności specjalnego asystenta, który nazywał się kaishakunin. Był on odpowiedzialny za dekapitację kończącą rytuał.
Aby przygotować się do śmierci, wojownik pisał wiersz śmierci. Pierwsze cięcie wykonywał poziomo, z lewej strony na prawą. Jeżeli siły pozwoliły, to po nim następowało drugie, pionowe. Mogło ono być przedłużeniem pierwszego lub zaczynać się w jego środku i biec w górę.
Kaishakunin najczęściej był towarzyszem broni samuraja popełniającego seppuku, jego przyjacielem lub wasalem. Miał on obowiązek ścięcia mieczem głowy samobójcy, aby skrócić jego męki. Cięcie powinno być wykonane bardzo precyzyjnie, tak aby głowa pozostała przytwierdzona do ciała fragmentem skóry i nie potoczyła się po ziemi. Często jednak kończyło się całkowitym obcięciem głowy, która spadała na podłogę. W wielu przypadkach seppuku odbywało się w ten sposób, że kaishakunin ścinał ofiarę w momencie wbicia przez nią noża w brzuch, nie czekając, aż ofiara dokona dalszych cięć jamy brzusznej.
W czasie II wojny światowej samobójstwo popełniali, w obliczu klęski, liczni oficerowie japońscy, a ich asystentami byli zazwyczaj inni oficerowie, dobijający ofiarę strzałem w głowę. 

## Jigai
Kobiety miały swoją wersję samobójstwa – jigai (jap. 自害) (dosł. samobójstwo). Było ono praktykowane przez żony lub córki samurajów, którzy popełnili seppuku, lub gdy kobieta bądź dziewczyna doznała urazu na honorze. Zazwyczaj czyniły to przecinając lewą tętnice szyjną jednym ruchem noża, jak tantō lub kaiken. Głównym celem była szybka i pewna śmierć, aby uniknąć schwytania. Przed popełnieniem samobójstwa kobieta często związywała kolana razem, aby jej ciało można było znaleźć w godnej pozie pomimo śmiertelnych konwulsji.

## Junshi
W języku japońskim istnieje także słowo junshi (殉死) oznaczające „popełnienie samobójstwa po śmierci swego pana”, „podążanie za swoim panem do grobu”.

## Znane osoby, które popełniły seppuku
- Maresuke Nogi
- Yoshitsune Minamoto
- Nobunaga Oda
- Takamori Saigō
- Keisuke Yamanami
- Yukio Mishima
- Mitsuru Ushijima
- Yoshitsugu Saitō
- Harry Martinson